# Ricardo Canales
Ricardo Gabriel Canales (n. La Ceiba, Honduras; 30 de mayo de 1982) es un exfutbolista hondureño que se desempeñaba como guardameta, actualmente es entrenador de porteros en el Club Deportivo Victoria. También fue uno de los guardametas de la Selección de fútbol de Honduras con la cual disputó el Mundial de Sudáfrica 2010.

## Selección nacional
Ha sido internacional con la Selección de fútbol de Honduras, ha jugado 3 partidos internacionales

### Participaciones en Copas del Mundo
| Mundial                        | Sede      | Resultado     |
| ------------------------------ | --------- | ------------- |
| Copa Mundial de Fútbol de 2010 | Sudáfrica | Primera Ronda |

## Clubes
| Club             | País     | Año               |  |
| ---------------- | -------- | ----------------- |  |
| Victoria         | Honduras | 2001-2006         |  |
| Motagua          | Honduras | 2006-2010         |  |
| CD Victoria      | Honduras | 2010-2011         |  |
| Atlético Choloma | Honduras | 2011-2013         |  |
| Motagua          | Honduras | 2013              |  |
| Vida             | Honduras | 2014-2021(Retiro) |  |